# Hormônio antimülleriano
O hormônio antimülleriano (português brasileiro) ou hormona anti-Mülleriana (português europeu), também conhecido como AMH, é uma glicoproteína que, em humanos, é codificada pelo gene AMH. Ela inibe o desenvolvimento dos ductos de Müller no embrião masculino. Foi nomeado em homenagem a Johannes Peter Müller.
Em humanos, o gene para AMH é AMH, no cromossomo 19, enquanto o gene AMHR2 codifica seu receptor no cromossomo 12.
AMH é ativado nas células de Sertoli pela proteína Sox-9 (fator de transcrição). A sua expressão inibe o desenvolvimento do trato reprodutivo feminino, ou os ductos de Müller (dutos paramesonefricos), no embrião masculino, bloqueando o desenvolvimento das trompas de falópio, útero e vagina superior. A expressão de AMH é crítica para a diferenciação do sexo em um momento específico durante o desenvolvimento fetal, e parece ser rigorosamente regulada pelo receptor nuclear SF-1, fatores GATA de transcrição, gene DAX1 de reversão sexual e hormônio folículo-estimulador (FSH). As mutações no gene AMH e no receptor AMH tipo II demonstraram causar a persistência de derivados Müllerianos em machos que, normalmente, são masculinizados.